# Larysa Karlova
Larysa Oleksandrivna Karlova (ukrainska: Лариса Олександрівна Карлова; ryska: Larisa Karlova), född den 7 augusti 1958 i Kiev, Ukrainska SSR, Sovjetunionen (nu Ukraina), är en ukrainsk sovjetisk före detta handbollsspelare.
Hon ingick i det sovjetiska lag som tog OS-guld i damernas turnering i samband med de olympiska handbollstävlingarna 1976 i Montréal. Hon ingick även i det sovjetiska lag som försvarade detta OS-guld fyra år senare i samband med de olympiska handbollstävlingarna 1980 i Moskva.
Hon ingick senare i det sovjetiska lag som  tog OS-brons i damernas turnering i samband med de olympiska handbollstävlingarna 1988 i Seoul.